# مهمة سرية (فلم)
مهمة سرية (بالكورية: 공조) هو فيلم أكشن كوري جنوبي من بطولة هيون بن ويو هاي-جين وكيم جو هيوك. في الفيلم، يتعاون ضابط كوري شمالي ومحقق من سول لتعقب مجرم هارب خطير يدير عصابة من المزورين.

## الممثلون
- هيون بين في دور إم تشول ريونغ
- يو هاي جين في دور كانغ جين تاي
- كيم غو هيوك في دور تشا كي سونغ
- جانغ يونغ نام في دور بارك سو يون
- إيم يون آه في دور بارك مين يونغ
- لي دونغ هوي في دور بارك ميونغ هو
- أوه إيوي شيك في دور لي داي بال
- كونغ جونغ هوان في دور سونغ كانغ
- لي هاي يونغ في دور رئيس فرقة المباحث بيو
- بارك مين ها في دور كانغ يون آه
- جون جوك هوان في دور وون هيونغ سول
- أوم هيو سوب في دور الرئيس يون
- لي يي كيونغ في دور لي دونغ هون
- شين هيون بين في دور هوا ريونغ
- بارك جين وو في دور جانغ تشيل بوك
- بارك هيونغ سو في دور مسؤول تنفيذي في جهاز الاستخبارات الوطني
- كيم جون هان في دور عميل المخابرات الوطنية
- يوم مون سوك في دور القوات رقم 4

## روابط خارجية
- مقالات تستعمل روابط فنية بلا صلة مع ويكي بيانات